# マンダリン・オリエンタル・マカオ

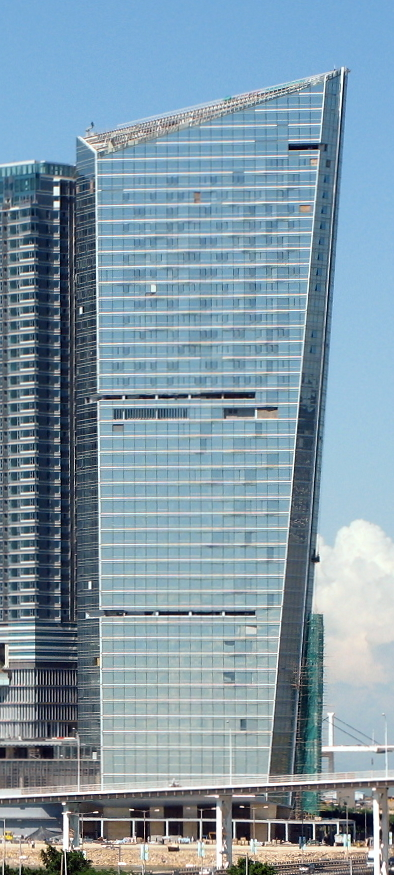
マンダリン・オリエンタル・マカオ

マンダリン・オリエンタル・マカオ（中国語:澳門文華東方酒店）は、中華人民共和国マカオにあるマンダリン・オリエンタルホテルグループのホテル。

## 概要
2010年6月29日に開業した。ショッピングモールOne Centralに隣接する。高さは165m。
客室はスイート27室含む186室。標準的な客室で40〜43m2であり、最も広いプレジデンシャルスイートは337m2である。
3つのレストラン&バーに宴会・会議施設、スパ、フィットネスセンター、プール等が設けられている。